# María Martínez Sierra
María de la O Lejárraga García (San Millán de la Cogolla, La Rioja, 1874 - Buenos Aires, 1974) was een Spaanse schrijfster en feministe. Ze is ook bekend als María Martínez Sierra, een pseudoniem dat ze ontleende aan de familienaam van haar echtgenoot, Gregorio Martínez Sierra.

## Jeugd en studietijd
María Lejárraga werd geboren in een welgesteld gezin in San Millán de la Cogolla. Haar vader Leandro Lejárraga was arts, en haar moeder Natividad García-Garay verzorgde persoonlijk de opvoeding van de kinderen, volgens Franse onderwijsprogramma's. Zij studeerde verder aan de eerste Spaanse hogeschool voor vrouwen, de Asociación para la Enseñanza de la Mujer, opgericht in de jaren 1870. Daar maakte ze kennis met de vooruitstrevende pedagogische ideeën van het Institución Libre de Enseñanza, gebaseerd op de filosofie van het krausisme. Na studies in de handelswetenschappen werd ze leerkracht Engels, en studeerde af aan de Normaalschool van Madrid. Als student woonde zij het Spaans-Amerikaans pedagogisch congres bij, waar de ideeën van de Spaanse schrijfster en feministe Emilia Pardo Bazán aan bod kwamen. In 1905 reisde ze naar België met een studiebeurs waarmee ze het onderwijs in België leerde kennen, en via de werking van de Volkshuizen in contact kwam met het socialisme.
Haar literaire ambities botsten echter met de samenleving waarin zij opgroeide, en die niet openstond voor het idee dat vrouwen zich wijdden aan kunsten en wetenschappen.

## Literair leven
In 1899 publiceerde zij haar eerste werk, Cuentos breves, een verhalenbundel. Die werd door haar familie koeltjes ontvangen, en mede omdat zij leerkracht was, besloot ze voortaan als pseudoniem de naam te voeren van de man met wie ze in 1900 trouwde: Gregorio Martínez Sierra. In 1901 publiceerden ze samen het tijdschrift Vida Moderna, waarin zowel modernistische als realistische schrijvers waren opgenomen.
Samen met Juan Ramón Jiménez richtten ze Helios (1903-1904) op, een tijdschrift voor modernistische literatuur, en later Renacimiento (1907), met onder andere werk van Emilia Pardo Bazán, Antonio Machado, Jacinto Benavente, en de gebroeders Álvarez Quintero. Lejárraga verzorgde de meeste Engelse, en enkele Franse vertalingen. Zij werkte ook samen met schrijvers als Eduardo Marquina.
María Lejárraga vroeg in 1908 verlof om zich volledig aan de literatuur te wijden. Haar toneelstuk Canción de cuna (Wiegelied), uitgebracht in 1911, ontving de prijs van de Real Academia Española. Van de werken die tussen 1929 en 1931 in Madrid werden opgevoerd, waren er minstens twintig van haar, hetgeen haar succes als toneelauteur aantoont. Het toneelgezelschap Compañía cómico-dramática Martínez Sierra, onder leiding van haar echtgenoot, trad niet alleen in Spanje op, maar ook in Frankrijk, Groot-Brittannië, de Verenigde Staten en Latijns-Amerika. In de programma's werden beide namen vermeld, en in afwezigheid van haar man behartigde zij de zaken van het Teatro Lara.
In 1914 schreef zij het libretto van Margot, met muziek van Joaquín Turina Pérez, een lyrisch drama in drie bedrijven. In 1913 kwam het echtpaar in contact met Manuel de Falla, hetgeen in 1915 leidde tot het muzikaal ballet El amor brujo, volgens een libretto van María Lejárraga. Ze reisden ervoor naar Granada, een stad die zij goed kende en beschreef in Granada, guía emocional, al zou Daniel Eisenberg later suggereren dat haar man het schreef.

### Auteurschap en auteursrechten
Afgezien van de twijfels rond het boek over Granada, wordt algemeen aangenomen dat ook werken die aan Gregorio Martínez Sierra worden toegeschreven, minstens mede door haar zijn geschreven. Nadat Katia Martínez Sierra, een buitenechtelijke dochter van Gregorio en actrice Catalina Bárcena, de auteursrechten van haar vader opeiste na diens dood in 1947, begon María Lejárraga haar werken te ondertekenen met de naam María Martínez Sierra: Una mujer por los caminos de España (1949) en Gregorio y yo, medio siglo de colaboración (1953). In dit laatste werk vermeldt María Lejárraga een document dat Gregorio Martínez Sierra in 1930 ondertekende, in aanwezigheid van getuigen, waarin hij het co-auteurschap bevestigt. Ook uit honderden brieven en telegrammen in zijn nalatenschap blijkt dat de romans door Lejárraga zijn geschreven. Intussen was ook bekend geraakt dat het koppel sedert 1922 gescheiden was.

## Politieke en sociale activiteiten
Haar ideeën over de rol van vrouwen in de maatschappij draaide rond twee elementen: gender en sociale klasse. Weliswaar keren ook de thema’s moederschap en het huishouden terug in haar geschriften, maar ze koppelt die steeds aan de vrouwelijke individualiteit als volwaardig medeburger. Zij besteedde speciale aandacht aan vrouwen uit de middenklasse. In 1914 publiceerde zij Cartas a las mujeres de España, in 1917 Feminismo, feminidad y españolismo. En verder bijdragen voor het tijdschrift Blanco y negro.
Zij was betrokken bij de oprichting en werking van verschillende feministische verenigingen, zoals de Unión de Mujeres de España (UME, in 1917), en nam als afgevaardigde van Spanje deel aan het VIIIe congres van de International Woman Suffrage Alliance in Genève. Ze was actief lid van de Spaanse Vereniging voor abolitionisme, die gekant was tegen regulering van de prostitutie, en nam in 1926 deel aan de oprichting van de culturele Lyceum Club onder impuls van de Spaanse humaniste María de Maeztu en van Victoria Kent en Zenobia Camprubí.
Als overtuigde feministe sloot zij zich in 1931 aan bij de Spaanse socialisten. Daar organiseerde zij in 1931 een cyclus van vijf conferenties La mujer ante la República. In 1932 promootte zij de Asociación Femenina de Cultura Cívica, waarbinnen met de Club Anfistora vernieuwing werd betracht in de theaterwereld, een initiatief waaraan ook Pura Maortúa Ucelay en Federico García Lorca meewerkten. Via het tijdschrift Cultura integral y Femenina ijverde zij voor samenwerking onder de vrouwenverenigingen.
In 1933 werd ze verkozen tot volksvertegenwoordiger voor Granada in het parlement en werd er benoemd tot vice-voorzitter van de Commissie voor Openbaar Onderwijs. Zij stemde tegen de uitbreiding van de veiligheidstroepen en de Guardia Civil en tegen een herziening van de gemeentegrenzen. Ze zetelde ook in het bestuur van het Comité Nacional de Mujeres contra la Guerra y el Fascismo, onder voorzitterschap van Dolores Ibárruri Gómez en samen met Consuelo Álvarez Pool (Violeta), en leverde bijdragen voor het tijdschrift van het Comité. In 1936 werd zij Spaans handelsattaché in Bern, Zwitserland, en nog in mei 1937 werd ze secretaris van de Spaanse regeringsdelegatie op de XXIII-conferentie van de Internationale Arbeidsorganisatie.

## Ballingschap
Bij de regeringswissel in 1937 werd zij echter ontslagen, waarop ze naar Nice verhuisde. Na de Spaanse Burgeroorlog (1936-1939) begon zij aan een lange ballingschap door Frankrijk, Mexico en Argentinië.
In 1948, na een staaroperatie en een jaar na de dood van haar man, begon zij opnieuw te schrijven, ditmaal onder haar eigen naam María Martínez Sierra. In 1950 reisde zij naar New York en later naar Californië om er Hollywood-producenten te ontmoeten. Ze schreef er Merlín y Vivian o la gata egoísta y el perro atontado (Merlijn en Vivian, of de egoïstische kat en de verbaasde hond), een komedie voor kinderen. Die werd afgewezen, maar nadien zag ze een sterke gelijkenis met de film Lady en de Vagebond. Ontgoocheld reisde ze door naar Mexico, waar ze vertalingen verzorgde voor de uitgeverijen Aguilar en Grijalbo. Vanwege gezondheidsproblemen verhuisde zij naar Buenos Aires, waar zij zou blijven schrijven tot haar dood in 1974, zes maanden voor haar honderdste verjaardag.

### Libretto’s
- Canción de cuna, Golondrinas (1914)
- La llama (1918)
- Navidad (1916)
- El amor brujo
- El sombrero de tres picos

### Toneel
- El ama de la casa (1910)
- Mujer (1925)
- La hora del diablo (1926)
- Triángulo (1929)
- Sortilegio (1930)
- Es así (1950)
- Para casarse hay que ser viuda
- Tragedia de la perra vida
- Fiesta en el Olimpo (1960)

### Onder eigen naam
- Cuentos breves (1899).
- La mujer ante la República (1931).
- Una mujer por caminos de España (1952).
- Gregorio e yo (1953).
- Viajes de una gota de agua (1954).
- Fiesta en el Olimpo (1960).

## Biografieën
In 1994 schreef Antonina Rodrigo María Lejárraga, una mujer en la sombra.
In 2012 verschenen twee romans en een toneelstuk met María Lejárraga als personage:
- Palabras insensatas que tú comprenderás, van Salvador Compán;
- Cándida, van Isabel Lizarraga
- Firmado Lejárraga, van Vanessa Montfort ging bovendien in première met Signed Lejárraga (2019) in het National Dramatic Center.

In 2015 publiceerde de Universiteit van La Rioja De literatura y música. Estudios sobre María Martínez Sierra.

## Herdenking
Aan het Madrileense huis waar zij verbleef is een gedenkplaat aangebracht. In Logroño (La Rioja) is een straat naar haar genoemd en in 2017 opende een María Lejárraga gemeentebibliotheek in het Madrileense district Hortaleza.

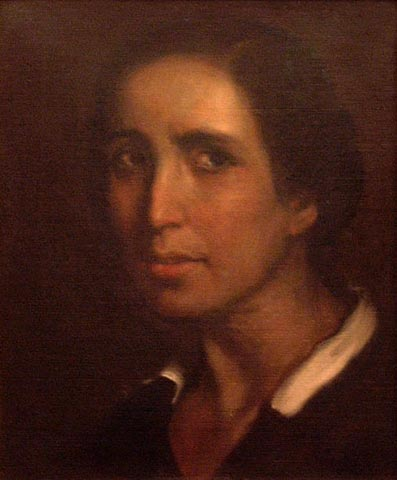
Portret, door Julio Romero de Torres
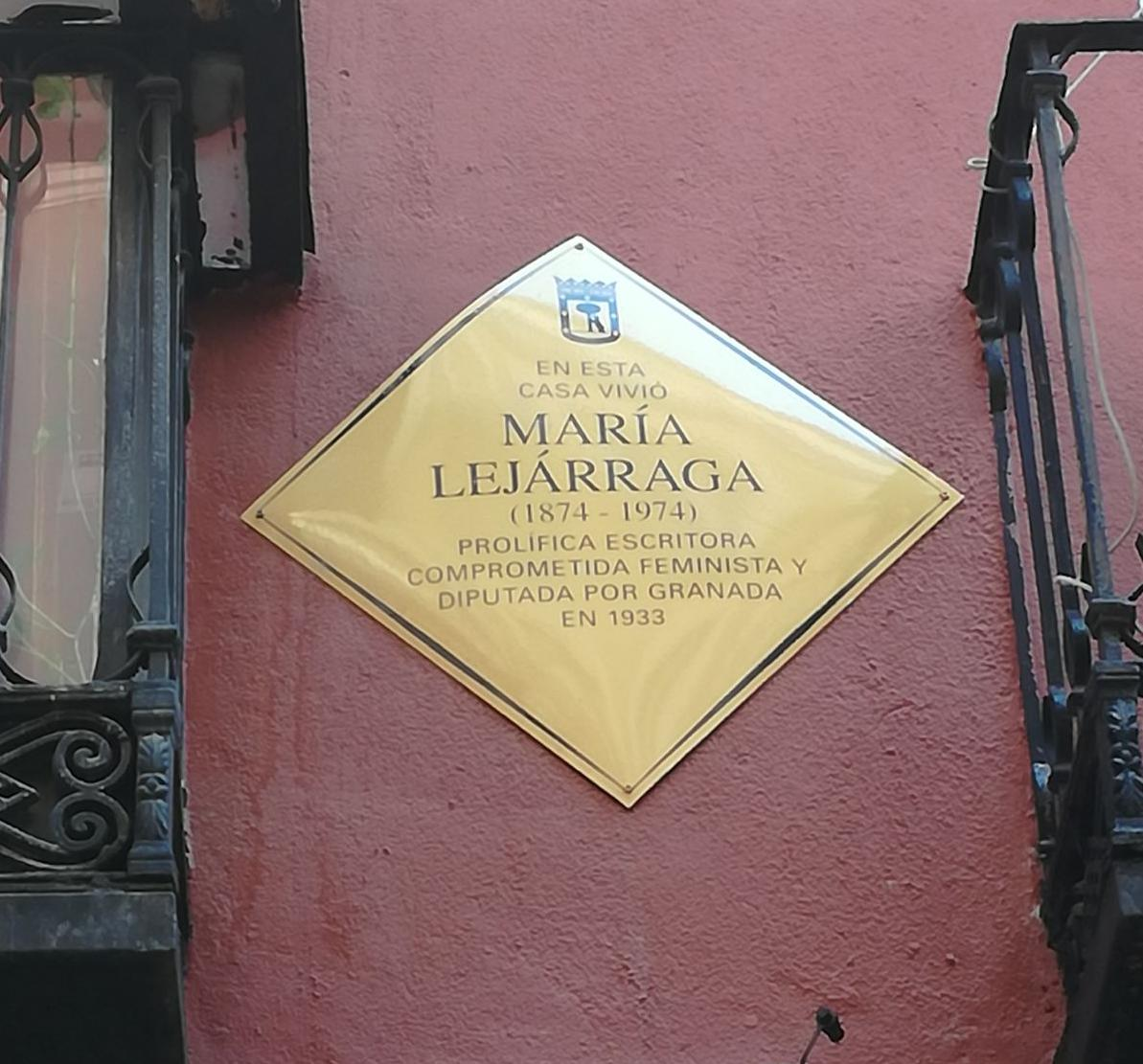
Gedenkplaat (Madrid)
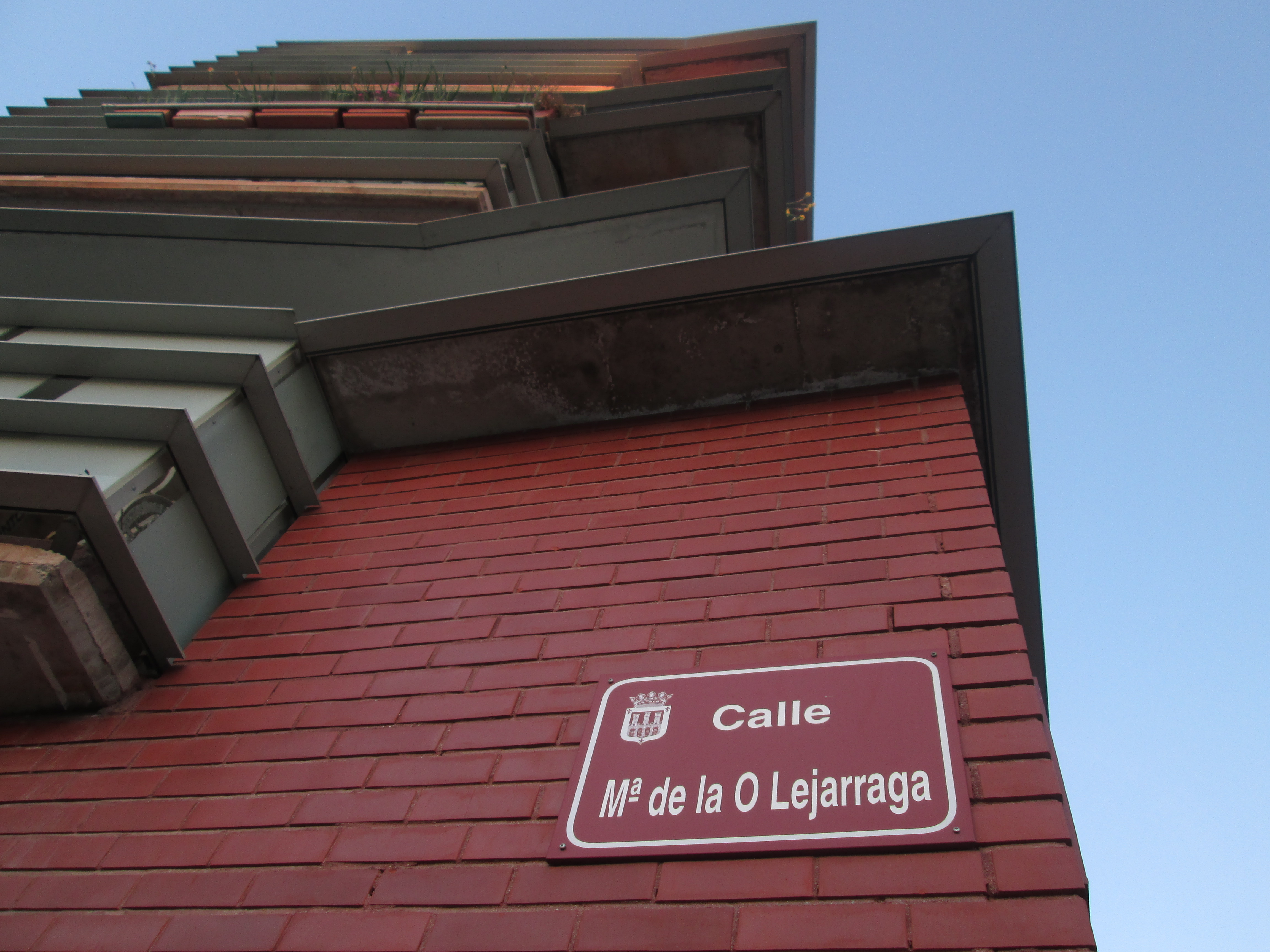
Straatnaam in Logroño (La Rioja)
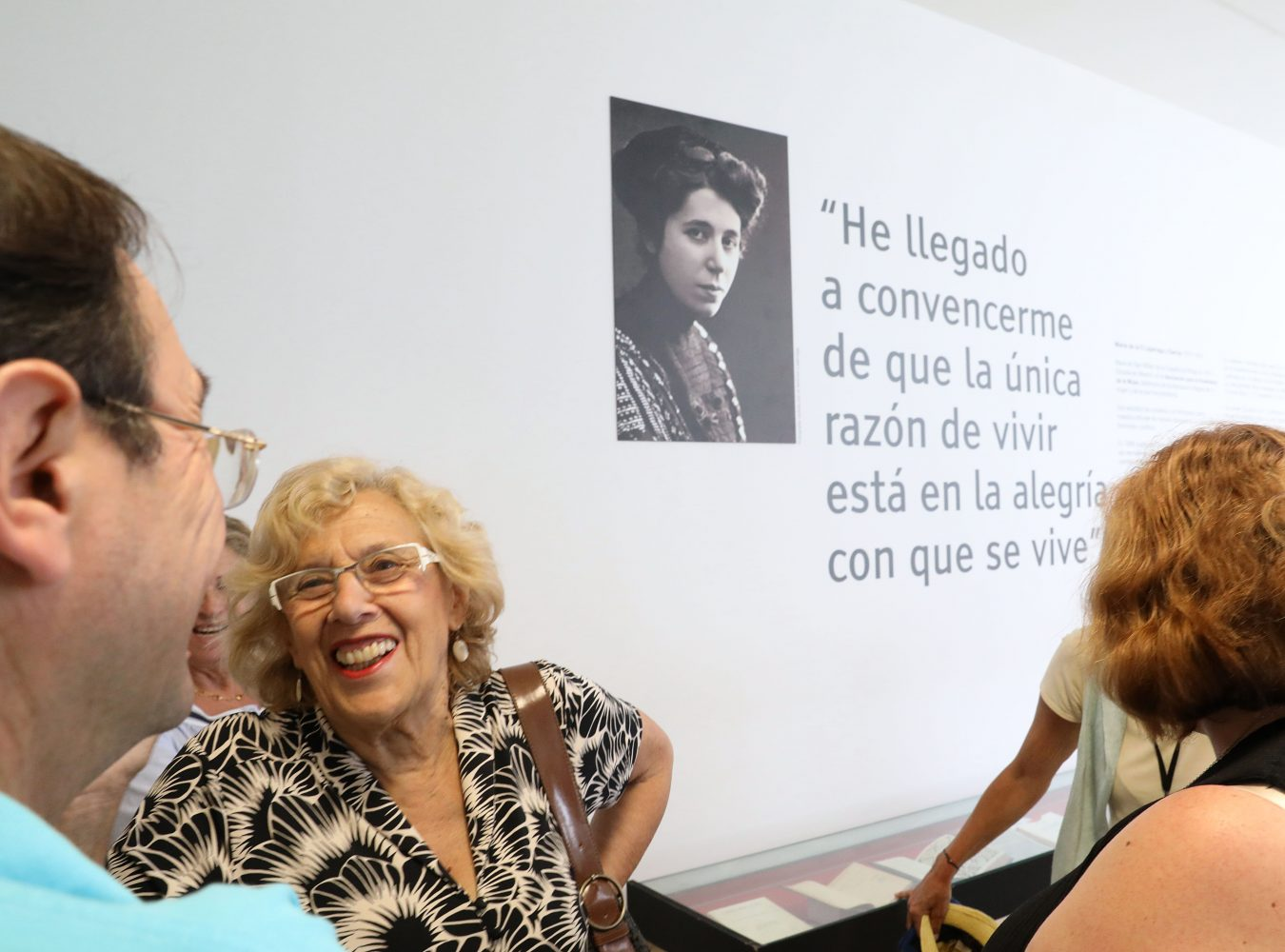
Bibliotheek in Hortaleza (Madrid)